# Rue du Congo
La rue du Congo est une voie située dans le quartier de Bercy du 12e arrondissement de Paris en France.

## Situation et accès
La rue du Congo est accessible à proximité par la ligne de métro 8 à la station Montgallet et 6 à la station Dugommier.

## Origine du nom
Elle porte ce nom en référence au fleuve Congo et au Congo français, qui faisaient partie de l'Empire français lors de la dénomination.

## Historique
La rue est ouverte en 1878 et classée dans la voirie de Paris en 1879, sous le nom de « rue Geoffroy-Château » : ce nom fait référence à Marc-Antoine Geoffroy-Château, major du génie mort en 1806 (et père de Louis-Napoléon Geoffroy-Château, juge et auteur mort en 1858). La rue prend son nom actuel par un arrêté du 30 août 1884.